# National Squash Centre

Le National Squash Centre est une salle de squash située dans le quartier d'Eastlands, à Manchester, en Angleterre et qui a été construit à l'occasion des Jeux du Commonwealth de 2002.
Le National Squash Centre fait partie du complexe Sportcity (en).

## Histoire
Ayant coûté environ 3,5 millions de livres sterling, il comprend six courts et une galerie vitrée pour le public, qui peut être déplacée à l'intérieur du complexe. Ce court a une capacité de 1 200 spectateurs.
Tous les courts peuvent être configurés pour accueillir des matchs de simple ou de double.
Le centre accueille les championnats britanniques de squash depuis 2003, les championnats du monde masculin 2008 et les championnats du monde féminin 2008 et le tournoi annuel British Grand Prix.